# 细叶亚菊
细叶亚菊（学名：Ajania tenuifolia）为菊科亚菊属的植物。分布于印度以及中国大陆的青海、甘肃、四川、西藏等地，生长于海拔2,000米至4,580米的地区，常生于山坡草地，目前尚未由人工引种栽培。

## 别名
细叶菊艾